# Ligne 1 du métro de Barcelone
Pour les articles homonymes, voir Ligne 1.
La ligne 1 (en catalan : Línia 1 del metro de Barcelona, en espagnol : Línea 1 del metro de Barcelona) est l'une des douze lignes du réseau du métro de Barcelone, ouverte en 1926. Elle est exploitée par TMB et dessert trois communes. Transversale, tout comme la ligne 5, elle est avec 20,72 km, la ligne plus longue du réseau.

## Historique

### El Transversal (1926-1961)
L'ingénieur Fernando Reyes produit un premier projet en 1912. Il n'est pas exécuté mais sert de base au « métropolitain Transversal » réalisé par la Compañía Ferrocarril Metropolitano de Barcelona. La ligne, de Bordeta à Catalunya, est officiellement mise en service le 10 juin 1926. Elle comprend six stations intermédiaires : Mercado Nuevo, Sans, Hostafranchs, España, Rocafor, Urgel et Universidad. Prévue pour relier les différentes gares et lignes de chemin de fer, elle est construite avec l'écartement courant en Espagne de 1 672 mm.
Le 1er juillet 1932, deux extensions sont mises en service : l'une en direction du nord, de Cataluña à Triunfo-Norte, avec la stations intermédiaire de Urquinaona ; et l'autre vers le sud, de Bordeta à Bordeta Cocheras. Ce qui porte le nombre de stations de la ligne à douze. L'année suivante le 1er avril 1932 la ligne est prolongée de Triunfo-Norte à la nouvelle station Marina.
Les chantiers sont arrêtés, en 1936, lors du début de la guerre civile espagnole et il faut ensuite attendre quelques années après la fin de la Seconde Guerre mondiale pour que les travaux de prolongements reprennent sur El Transversal. C'est le 23 juin 1951 qu'un nouveau tronçon est mis en service depuis la station Marina, il dessert le quartier d'El Clot avec la nouvelle station terminus Clot, qui est précédée par la station intermédiaire Glorias. Le suivant est ouvert le 8 mai 1953, il débute à la station Clot et rejoint le nouveau terminus Navas de Tolosa. L'année suivante, le 26 janvier 1954, ouvre le tronçon Navas de Tolosa à Sagrera et quelques mois plus tard, le 15 mai 1954 c'est l'ouverture du tronçon suivant de Sagrera à Fabra y Puig.
La prise en main de la gestion des transports urbains par la municipalité prend de l'ampleur en 1957 avec une loi, sur la planification de ce secteur à Barcelone, approuvée par le gouvernement espagnol. Cela renforce le pouvoir d'intervention municipal qui est déjà conséquent depuis quelques années, le conseil ayant obtenu par ses achats d'actions le contrôle des sociétés et notamment de la Ferrocarril Metropolitano de Barcelona.

### Ligne I (1961-1980)
En 1961, à l'initiative de la mairie de Barcelone, la compagnie Ferrocarril Metropolitano de Barcelona absorbe sa concurrente Gran Metropolitano de Barcelona et organisée en société de service public. Les dénominations changent alors et les lignes sont identifiées par des chiffres romains : Metro Transversal devient Ligne I.
L'ouverture d'une nouvelle section a lieu le 14 mars 1968 de Fabra y Puig au nouveau terminus Torras y Bages, via la nouvelle station intermédiaire San Andrés. Les stations de la ligne portent alors les noms :
Bordeta Cocheras, Bordeta, Mercado Nuevo, Sans, Hostafranchs, España, Rocafor, Urgel, Universidad, Cataluña, Urquinaona, Triunfo-Norte, Marina, Glorias, Clot, Navas de Tolosa, Sagrera, Fabra y Puig, San Andrés, et Torras y Bages.
La station Bordeta Cocheras, dite aussi Bordeta - Santa Eulalia, est fermée le 5 juillet 1980.

### Ligne L1 (1982 à aujourd'hui)
En 1982, les noms des stations sont modifiés en catalan et les chiffres arabes remplacent les chiffres romains pour désigner les lignes. La ligne I devient alors L1. La L1 en 1982 : Bordeta · Mercat Nou · Plaça de Sants · Hostafrancs · Espanya · Rocafort · Urgell · Universitat · Catalunya · Urquinaona · Arc de Triomf · Marina · Glòries · Clot · Navas · Sagrera · Fabra i Puig · Sant Andreu · Torras i Bages.
En 1983, le tronçon entre Bordeta et Santa Eulàlia est mis en service. Cette dernière est située à proximité de la station fantôme Bordeta Cocheras. Dans la même année, deux tronçons ouvrent : Torras i Bages-Santa Coloma et Santa Eulàlia-Torrassa. La L1 en 1983 : Torrassa · Santa Eulàlia · Mercat Nou · Plaça de Sants · Hostafrancs · Espanya · Rocafort · Urgell · Universitat · Catalunya · Urquinaona · Arc de Triomf · Marina · Glòries · Clot · Navas · Sagrera · Fabra i Puig · Sant Andreu · Torras i Bages · Trinitat Vella · Baró de Viver · Santa Coloma. En 1987, un prolongement au sud permet à la ligne d'atteindre Avinguda Carrilet. La L1 en 1987 : Avinguda Carrilet · Rambla Just Oliveras ·  Can Serra · Florida · Torrassa · Santa Eulàlia · Mercat Nou · Plaça de Sants · Hostafrancs · Espanya · Rocafort · Urgell · Universitat · Catalunya · Urquinaona · Arc de Triomf · Marina · Glòries · Clot · Navas · Sagrera · Fabra i Puig · Sant Andreu · Torras i Bages · Trinitat Vella · Baró de Viver · Santa Coloma. En 1989, la ligne est prolongée au sud et permet la desserte du quartier Bellvitge, situé à L'Hospitalet de Llobregat. La L1 en 1989 : Feixa Llarga · Bellvitge · Avinguda Carrilet · Rambla Just Oliveras · Can Serra · Florida · Torrassa · Santa Eulàlia · Mercat Nou · Plaça de Sants · Hostafrancs · Espanya · Rocafort · Urgell · Universitat · Catalunya · Urquinaona · Arc de Triomf · Marina · Glòries · Clot · Navas · Sagrera · Fabra i Puig · Sant Andreu · Torras i Bages · Trinitat Vella · Baró de Viver · Santa Coloma.
La configuration actuelle de la ligne date de 1992, année durant laquelle le prolongement vers Fondo est effectif. La L1 en 1992 : Feixa Llarga · Bellvitge · Avinguda Carrilet · Rambla Just Oliveras · Can Serra · Florida · Torrassa · Santa Eulàlia · Mercat Nou · Plaça de Sants · Hostafrancs · Espanya · Rocafort · Urgell · Universitat · Catalunya · Urquinaona · Arc de Triomf · Marina · Glòries · Clot · Navas · Sagrera · Fabra i Puig · Sant Andreu · Torras i Bages · Trinitat Vella · Baró de Viver · Santa Coloma · Fondo.
En 2003, Feixa Llarg est renommée Hospital de Bellvitge.

## Caractéristiques

### Tracé
La ligne 1 traverse l'agglomération du nord au sud en passant par Santa Coloma de Gramenet, Barcelone et L'Hospitalet de Llobregat.

### Stations et correspondances
|  |   |  | Station               | Communes                   | Correspondances |
|  | - |  | --------------------- | -------------------------- | --------------- |
|  | ■ |  | Hospital de Bellvitge | L'Hospitalet de Llobregat  |                 |
|  | o |  | Bellvitge             | L'Hospitalet de Llobregat  |                 |
|  | o |  | Avinguda Carrilet     | L'Hospitalet de Llobregat  |                 |
|  | o |  | Rambla Just Oliveras  | L'Hospitalet de Llobregat  |                 |
|  | o |  | Can Serra             | L'Hospitalet de Llobregat  |                 |
|  | o |  | Florida               | L'Hospitalet de Llobregat  |                 |
|  | o |  | Torrassa              | L'Hospitalet de Llobregat  |                 |
|  | o |  | Santa Eulàlia         | L'Hospitalet de Llobregat  |                 |
|  | o |  | Mercat Nou            | Barcelone (Sants-Montjuïc) |                 |
|  | o |  | Plaça de Sants        | Barcelone (Sants-Montjuïc) |                 |
|  | o |  | Hostafrancs           | Barcelone (Sants-Montjuïc) |                 |
|  | o |  | Espanya               | Barcelone (Sants-Montjuïc) |                 |
|  | o |  | Rocafort              | Barcelone (Eixample)       |                 |
|  | o |  | Urgell                | Barcelone (Eixample)       |                 |
|  | o |  | Universitat           | Barcelone (Eixample)       |                 |
|  | o |  | Catalunya             | Barcelone (Eixample)       |                 |
|  | o |  | Urquinaona            | Barcelone (Eixample)       |                 |
|  | o |  | Arc de Triomf         | Barcelone (Eixample)       |                 |
|  | o |  | Marina                | Barcelone (Eixample)       |                 |
|  | o |  | Glòries               | Barcelone (Sant Martí)     |                 |
|  | o |  | Clot                  | Barcelone (Sant Martí)     |                 |
|  | o |  | Navas                 | Barcelone (Sant Andreu)    |                 |
|  | o |  | La Sagrera            | Barcelone (Sant Andreu)    |                 |
|  | o |  | Fabra i Puig          | Barcelone (Sant Andreu)    |                 |
|  | o |  | Sant Andreu           | Barcelone (Sant Andreu)    |                 |
|  | o |  | Torras i Bages        | Barcelone (Sant Andreu)    |                 |
|  | o |  | Trinitat Vella        | Barcelone (Sant Andreu)    |                 |
|  | o |  | Baró de Viver         | Barcelone (Sant Andreu)    |                 |
|  | o |  | Santa Coloma          | Santa Coloma de Gramenet   |                 |
|  | ■ |  | Fondo                 | Santa Coloma de Gramenet   |                 |

## Exploitation

### Matériel roulant
Il s'agit de la seule ligne du réseau à disposer d'un écartement de rails de 1 668 mm (écartement ibérique). Les trains, les séries 4000 et 6000, sont dérives d'autres matériels commandés pour les autres lignes, qui, quant à elles, ont un écartement de 1 435 mm. Et, grâce à cet écartement exceptionnel, les trains qui circulent figurent parmi les plus spacieux d'Europe.
 La série 4000, composée de 120 éléments, dont 96 motrices, est dérivée de la série 3000 et est également en rénovation. Quant à la série 6000, seuls 45 éléments la constituent, 36 étant des motrices. Sa version pour écartement de 1 435 mm est la série 5000. Ces deux séries ont été construites par Construcciones y Auxiliar de Ferrocarriles (CAF).

### Horaires et tarification
La ligne est ouverte de 05:00 à 00:00 du lundi au jeudi, jusqu'à 02:00 le vendredi, sans interruption le week-end, jours fériés et le jour de la San Juan. Le temps d'attente minimal est de 3 minutes 44 secondes en heure de pointe, ce qui signifie qu'il y a 26 trains simultanément en circulation. Sa vitesse commerciale est de 26,8 km/h.

Elle est située, tout comme le reste du réseau, en zone tarifaire 1.

## Projets
Deux prolongements sont prévus à moyen terme : au sud, la ligne devrait atteindre la gare d'El Prat de Llobregat, pôle multimodal avec les lignes L2 et L9 du métro, mais également avec les trains Cercanías de la Renfe ainsi que l'AVE. Un arrêt intermédiaire, Centre Direccional, est prévu. Il est en correspondance avec les deux lignes de métro précédemment citées ; et au nord, la ligne devrait être prolongée de Fondo à Badalone Centre, en correspondance avec la L2. 3 arrêts intermédiaires sont prévus : Montigalà Centre, Lloreda-Sant Crist, Bufalà.